# Skalky (geomorfologický podcelek)
Skalky jsou geomorfologický podcelek Súľovských vrchů. Nacházejí se ve východní části pohoří a nejvyšším vrcholem jsou 778,3 m vysoké Skalky.

## Poloha
Pohoří se nachází na území okresu Žilina a ohraničuje ho Rajecká kotlina z východu a jihu, Žilinská pahorkatina ze severozápadu a Súľovské skály ze západu. Pohoří odvodňují přítoky Rajčanky.

## Významné vrcholy
- Skalky (778 m)
- Tlstá hora (747 m)
- Drieňovica (586 m)